# Sékou Dramé
Sékou Oumar Dramé (ur. 21 grudnia 1973 w Taouyah) – gwinejski piłkarz występujący na pozycji obrońcy lub pomocnika, reprezentant Gwinei w latach 1992–2004.

## Kariera
Grał w Stade d’Abidjan, Horoya AC, Lechu Poznań, Dyskobolii Grodzisk Wielkopolski, Petrochemii Płock, KSZO Ostrowiec Świętokrzyski, CA Bastia, Dubai CSC, PKT Bontang oraz Persis Solo. W polskiej I lidze rozegrał 63 mecze (51 w Lechu, 5 w Dyskobolii i 7 w Petrochemii) i zdobył w barwach Lecha 2 bramki.

## Życie prywatne
Ojciec piłkarza Jędrzeja Drame (ur. 1998).